# Meczet w Iwiu
Meczet w Iwiu (biał. Іўеўская мячэць, trb. Iuieuskaja miaczeć) – drewniany meczet z 2. połowy XIX wieku w Iwiu, najstarszy drewniany meczet na Białorusi. 

## Historia
Na przełomie XVIII i XIX wieku miejscowi Tatarzy mieli własną gminę z imamem. Przed budową meczetu Tatarzy z Iwia-Murawszczyzny należeli jednakże do parafii w Dowbuciszkach. Meczet zaprojektował ziemianin Mieczysław Strebejko w 1881 roku. Budowa meczetu, w większości sfinansowana przez hrabinę Elfrydę Zamojską, właścicielkę Iwia, została zakończona w 1884 roku. Jest to jeden z najstarszych meczetów na Białorusi i najstarszy drewniany meczet w tym kraju. Świątynia miała status dżami i początkowo była meczetem filialnym parafii w Dowbuciszkach. 
Miejscowość wraz z meczetem znalazła się po I wojnie światowej w granicach Polski, w powiecie lidzkim. Wymieniono minaret w 1922 roku, środki na remont pochodziły od Tatarów ze Stanów Zjednoczonych. 20 lipca 1934 roku została odsłonięta tablica ku czci hrabiny Elfrydy Zamojskiej. Po II wojnie światowej świątynia znalazła się w granicach ZSRR i pozostawała jedynym czynnym meczetem w Białoruskiej SRR. Po 1970 roku przebudowano elewację frontową, zlikwidowano sień oraz przedsionek, a w ich miejsce postawiono nowy duży przedsionek, natomiast pokrycie dachowe zmieniono z gontu na blachę.
Obiekt został wpisany do rejestru zabytków.

## Architektura
Meczet znajduje się przy ul. Sawieckiej 76. Do budynku prowadzą szerokie schody. Meczet drewniany, wzniesiony na planie kwadratu. Nakryty brogowym dachem czterospadowym. Ma jeden dwukondygnacyjny czynny srebrny minaret w stylu orientalnym wzniesiony na planie ośmioboku. Dolna kondygnacja jest ośmioboczna, natomiast górna – cylindryczna nakryta dachem iglicowym zwieńczonym sterczyną z półksiężycem bez gwiazdy. Przedsionek obszerny, nakryty dachem dwuspadowym. Stylistyka świątyni uwzględnia miejscową tradycję, a także ówczesne tendencje w budownictwie drewnianym oraz motywy tureckie bądź tatarskie. Ściany zostały pomalowane na kolor jasnoniebieski, a obramienia okien pomalowano na biało. 
Wnętrze ze ścianami o wysokości około 5 m, podzielone jest na strefę dla mężczyzn i kobiet z babińcem. We wnętrzu liczne muhiry, wykonane przez Tatarów, głównie autorstwa Sulejmana Rafałowicza. Mihrab niewielki, pięcioboczny. Minbar z około 1884 roku, wykonany przez Żydów, o czterech stopniach, nakryty płaskim baldachimem, pomalowany na biało, błękitno, różowo i żółto. Meczet otacza metalowy płot z bramą udekorowaną półksiężycem. 
Przed meczetem postawiono betonowe słupy do przywiązywania zwierząt ofiarnych – kurbanów, a w odległości 400 m od meczetu znajduje się czynny mizar.

## Galeria

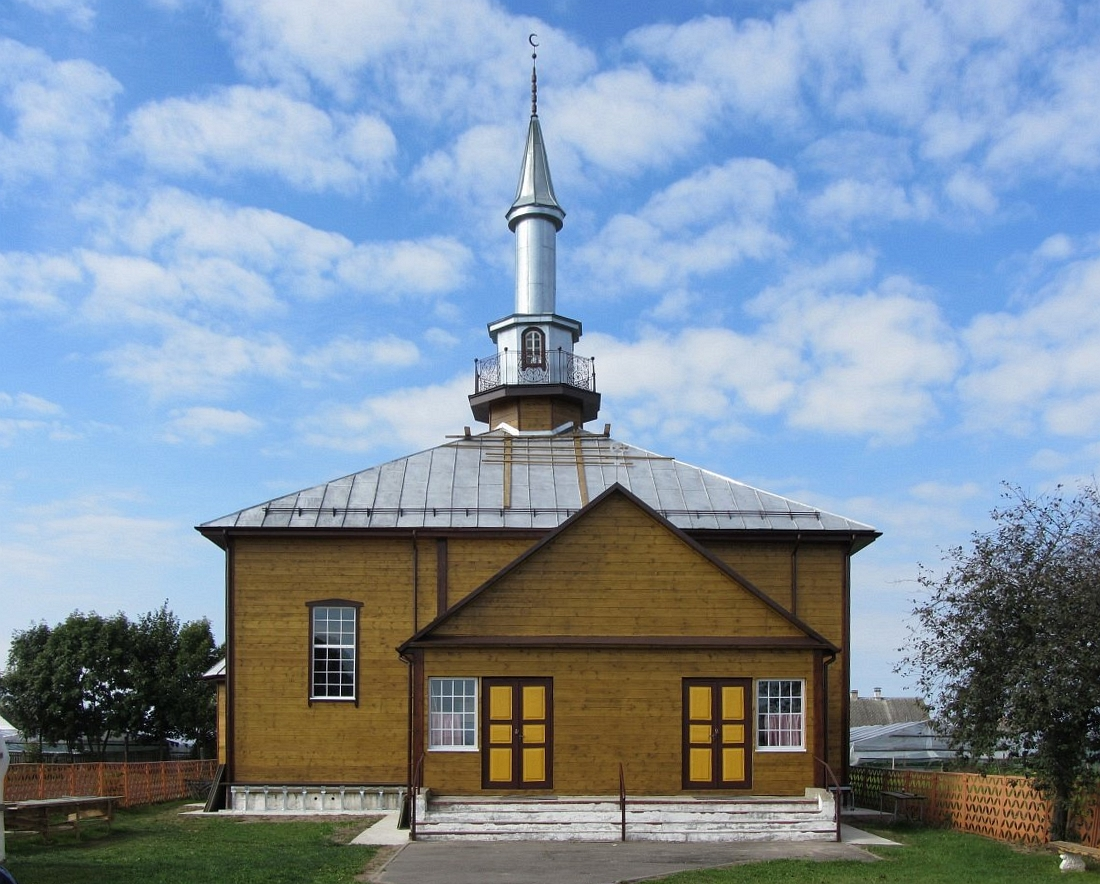
Widok od frontu
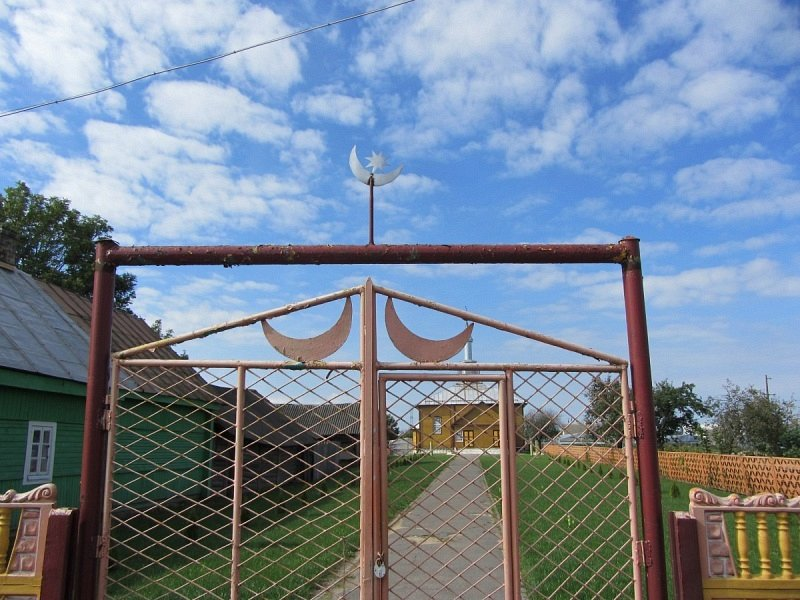
Brama
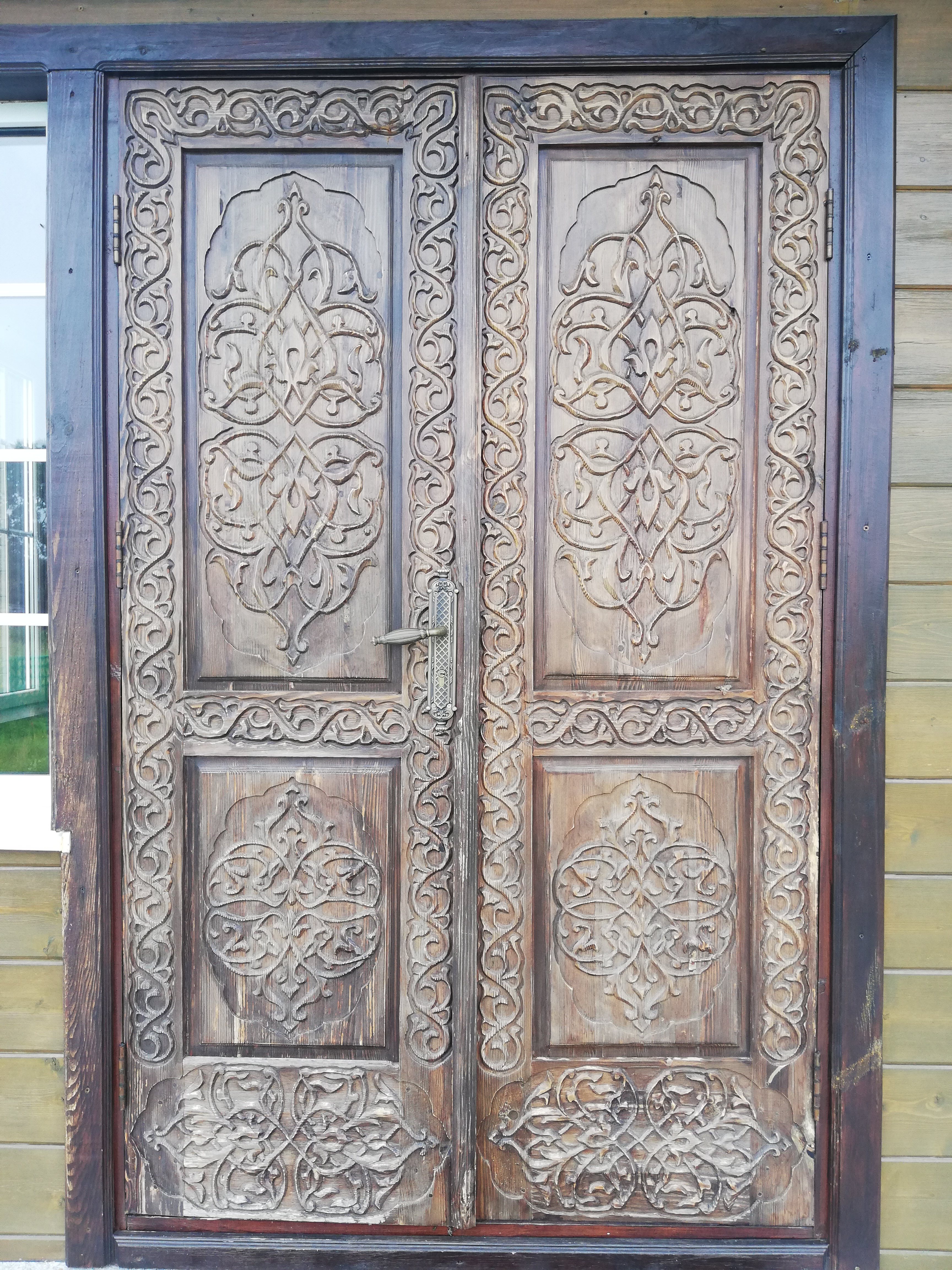
Drzwi
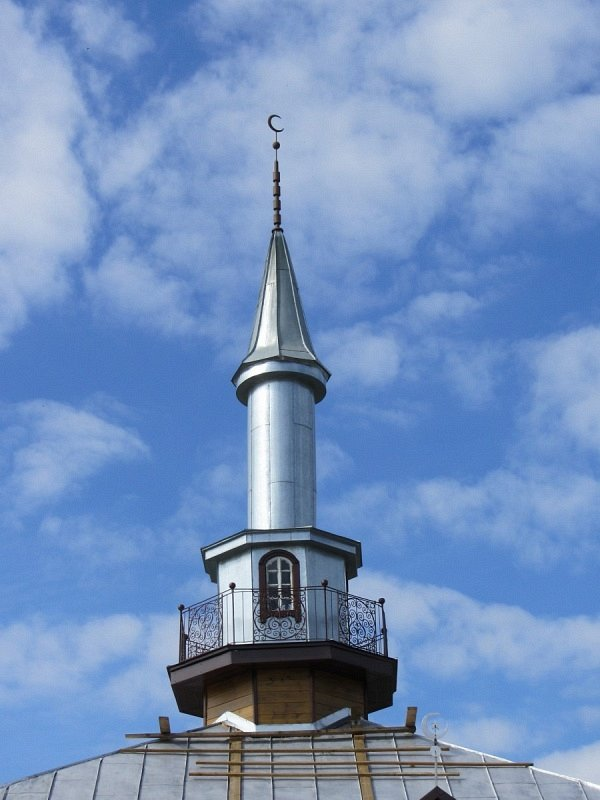
Minaret
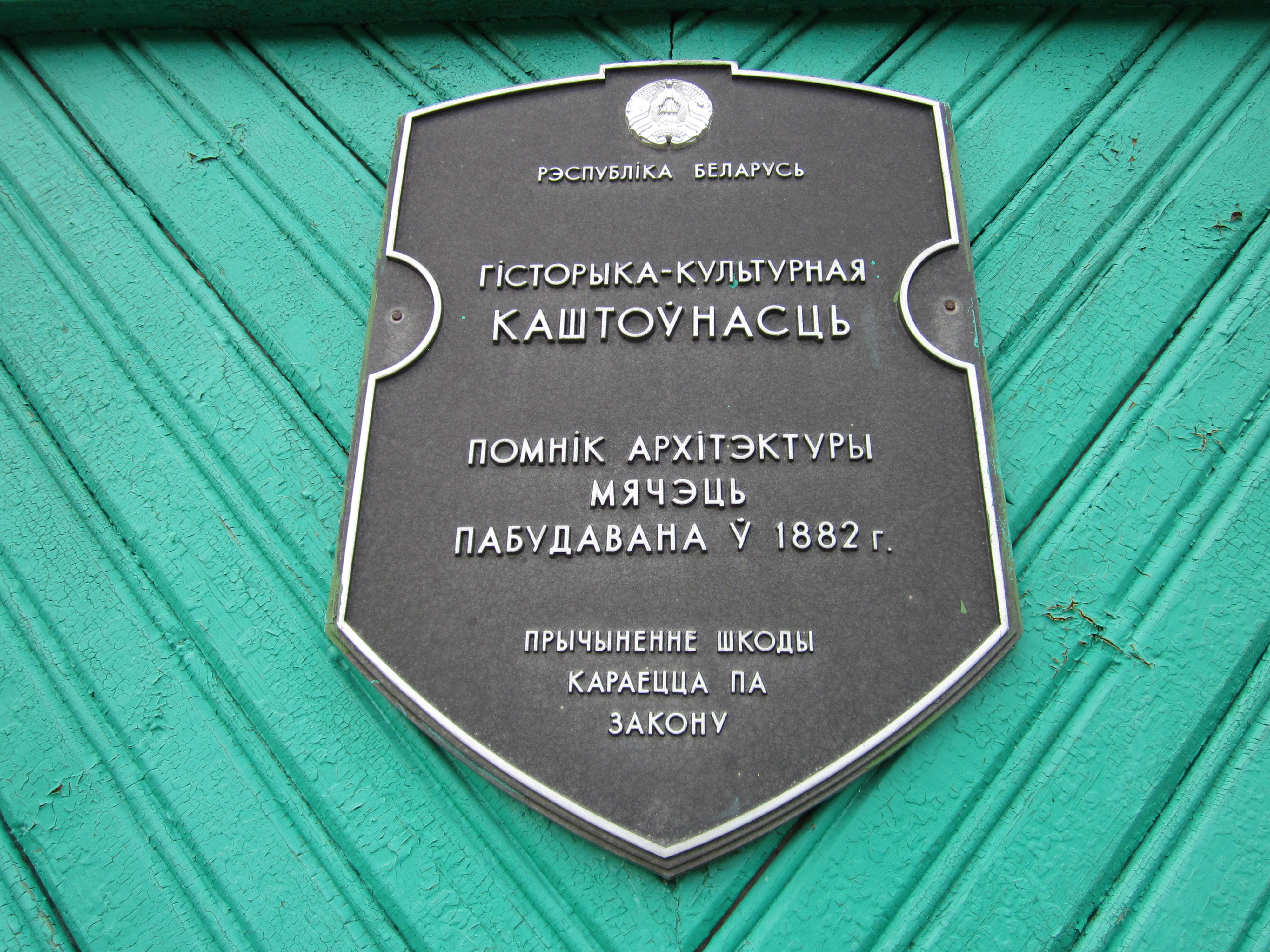
Tabliczka na elewacji